# ノルマンディ・ニーメン
ノルマンディ・ニーメン（Normandie-Niemen、ロシア語: Нормандия-Неман）は、自由フランス軍の戦闘飛行隊、後に戦闘飛行連隊（3コ飛行隊で編成）である。この部隊は第二次世界大戦の東部戦線において第1空軍と共に作戦に従事した。この連隊は、イギリスの第151航空団と共に僅か2つしかない第二次世界大戦中の東部戦線に参加した西側の連合国の部隊の1つとして著名であり、ヨーロッパでの戦争終結までソ連軍と共に戦った唯一の航空部隊である。
この部隊は第二次世界大戦中の1943年半ばに編成された。当初この飛行隊（groupe）は、フランス軍人が全ての戦域で戦うことが重要だと感じていた自由フランス軍の指導者であるシャルル・ド・ゴールの提案により東部戦線のソ連軍の援助に送られたフランス人戦闘機パイロットの一団により構成されていた。
この部隊は初代指揮官ジャン・テュラーヌ（Jean Tulasne）が率いる自由フランス空軍のGC3（Groupe de Chasse 3：第3戦闘飛行隊）であり、1943年3月22日から1945年5月9日までの3つの戦いでソビエト連邦側で戦った。この間に273機の敵機を撃墜し、フランスのレジオンドヌール勲章やソ連の赤旗勲章を含む両国の数多くの勲章や表彰を授与された。ヨシフ・スターリンはネマン川の戦いへの参加に対して部隊にネマン（ニーメン）の名称を与えた。
2005年時点でこの部隊はダッソー ミラージュ F1 CT戦闘機を装備する1/30飛行隊として知られる。この飛行隊は2010年6月に一旦解隊されたが、2011年初めに再編成された。

## 戦歴
1941年6月のドイツ軍のロシア侵攻から6カ月後に自由フランス軍とソビエト連邦の間の緊密な連携を目的とした会談が持たれた結果、当初12名の戦闘機パイロットと47名の地上要員で構成される東部戦線に従軍する特別飛行隊を編成することになった。ドゴールは1942年9月1日にジョセフ・プリカン少佐指揮の第3戦闘飛行隊「ノルマンディ」（Groupe de Chasse GC 3 Normandie）の発足を公式に発表した。整備員、パイロットと機材が列車と空路を使いテヘラン（現イラン）経由でバクー（2006年現在アゼルバイジャンの首都）へ送られた。部隊はジャン・テュラーヌ少佐が飛行隊の指揮を引き継いだ1943年1月末までにヤコヴレフ Yak-7を使用した訓練を完了しており、3月22日には実働状態となった。
ヤコヴレフ Yak-1戦闘機を装備したGC 3の最初の戦闘は10月5日まで続いたPolotniani-ZavodとSloboda/Monostirtchina間で行われた戦いの中での交戦であった。4月5日の最初の空中戦で撃墜したフォッケウルフ Fw190から部隊の戦果は仰々しく祭り上げられ、ドイツのヴィルヘルム・カイテル元帥が捕虜としたフランス人パイロットは処刑するようにという命令を出すほどにソ連のプロパガンダから焦点が当てられるようになった。
テューレーンは7月17日の戦闘で戦死し、ピエール・プイヤード少佐が指揮を引き継いだ。10月11日にドゴールは飛行隊に解放勲章を与えた。1943年11月6日にGC 3がトゥーラに移動したときには部隊が実働状態になってから72機の戦果を数えていたが、部隊発足時から所属しているパイロットは僅か6名となっていた。前線任務となった最初の年で部隊は86機（確定77機、未確定9機）の撃墜と16機の敵機に損害を与えたが、その代償に25機のYak戦闘機を失った。
1944年に飛行隊（groupe）は4番目の「エスカドリル」（飛行隊）を隊列に加え飛行連隊（régiment）へと拡充された。トゥーラでより高性能なヤコヴレフ Yak-9Dでの訓練を終えると拡充された連隊は2度目の戦いのために再度前線任務に戻った。この戦いは1944年11月27日までドゥブロフカ（Doubrovka、ロシア）と（Gross-Kalweitchen、東プロイセン）周辺で行われた。この戦いの間にネマン川（ニーメン川）を占拠する戦いへの参加の功績を表彰してヨシフ・スターリンは連隊を「ノルマンディ・ニーメン」という部隊名称にするように命じた。東プロイセンに対する新しい攻勢の初日10月16日に連隊のパイロットは損失を出さずに29機の戦果をあげたと申告した。部隊は翌月にはドイツ領内に拠点を置いていた。同年末にプイヤードは連隊指揮官の任を解かれ、その他の熟練パイロット達と共にフランスへ帰国した。連隊の指揮はルイ・デルフィーノに引き継がれ、1944年末までに部隊は201機の戦果をあげていた。
1945年1月14日に「ノルマンディ・ニーメン」は、ヨーロッパに於ける戦争終結の日であるV-Eデー後の東部での公式な勝利が宣言された5月9日まで続くドイツ第3帝国の東プロイセンを中心に繰り広げられた3度目の戦い（Dopenenからハイリゲンバイルまで）に参戦した。ソ連は37機のヤコヴレフ Yak-3をフランスへの贈り物として提供することで部隊への感謝を表明した。パイロット達は1945年6月20日にパリに帰還し、英雄としての歓迎を受けた。
戦争終結時点で部隊は確定273機と不確定37機を撃墜し、それに対し自部隊の87機と52名のパイロットが撃墜された。約5,240ソーティを実施して869回の空戦を行った。その他に27両の列車、22両の機関車、2隻のSボート、132台のトラック、24台の兵員輸送車両も破壊した。部隊のパイロットのうち42名が戦死し、30名がエース・パイロットの資格を得た。
マルセル・アルベール、マルセル・ルフェーヴル、ジャック・アンドレ（Jacques André）、ロラン・ド・ラ・ポワプの4名のパイロットがソ連邦英雄となった。
この部隊はブリャンスク、オリョール、エリニャ、スモレンスク、ケーニヒスベルク（後にソ連によりカリーニングラードと改名）、ピラウといった戦闘で戦闘名誉章を授与された。フランスからはレジオンドヌール勲章、解放勲章、Médaille Militaire、クロア・ド・ゲール勲章と6つのパルム（palmes）勲章を、ソ連からは赤旗勲章、アレクサンドル・ネフスキー勲章とこの2つの勲章の間に10度に及ぶ表彰を受けた。
生き残ったYak-3戦闘機は減少して行き、現在は1機がフランスのル・ブルジェ航空宇宙博物館に展示されている。

## 関連部隊
ロシア
ロシア連邦にも「ノルマンディ・ネマン」（ロシア語: Нормандия – Неман）の愛称を持つ、第18親衛戦闘航空連隊（ロシア語: 18-й гвардейский Витебский дважды Краснознаменный ордена Суворова второй степени истребительный полк ВВС России "Нормандия – Неман"）が存在する。この部隊は第11航空軍隷下で極東ロシアのウスリースク近郊に配備されている。この部隊はフランス＝ソ連/ロシア友好戦闘部隊の伝統を維持している。

## 大衆文化
ジャン・ドレヴィル（Jean Dréville）と（Viatich-Berejnykh）監督の1960年製作のフランス/ソ連合作映画『Normandie-Niemen』では、最初にソ連に到着した20名のパイロットの激しい訓練と部隊の編成を描いている。
ピエール・シェンデルフェール監督の1992年の作品『Dien Bien Phu』（ディエンビエンフー）内では主人公のデュロック（Duroc）中尉（パトリック・ショーヴェル）の「ノルマンディ・ニーメン」時代の戦いが描かれている。

## 航空機

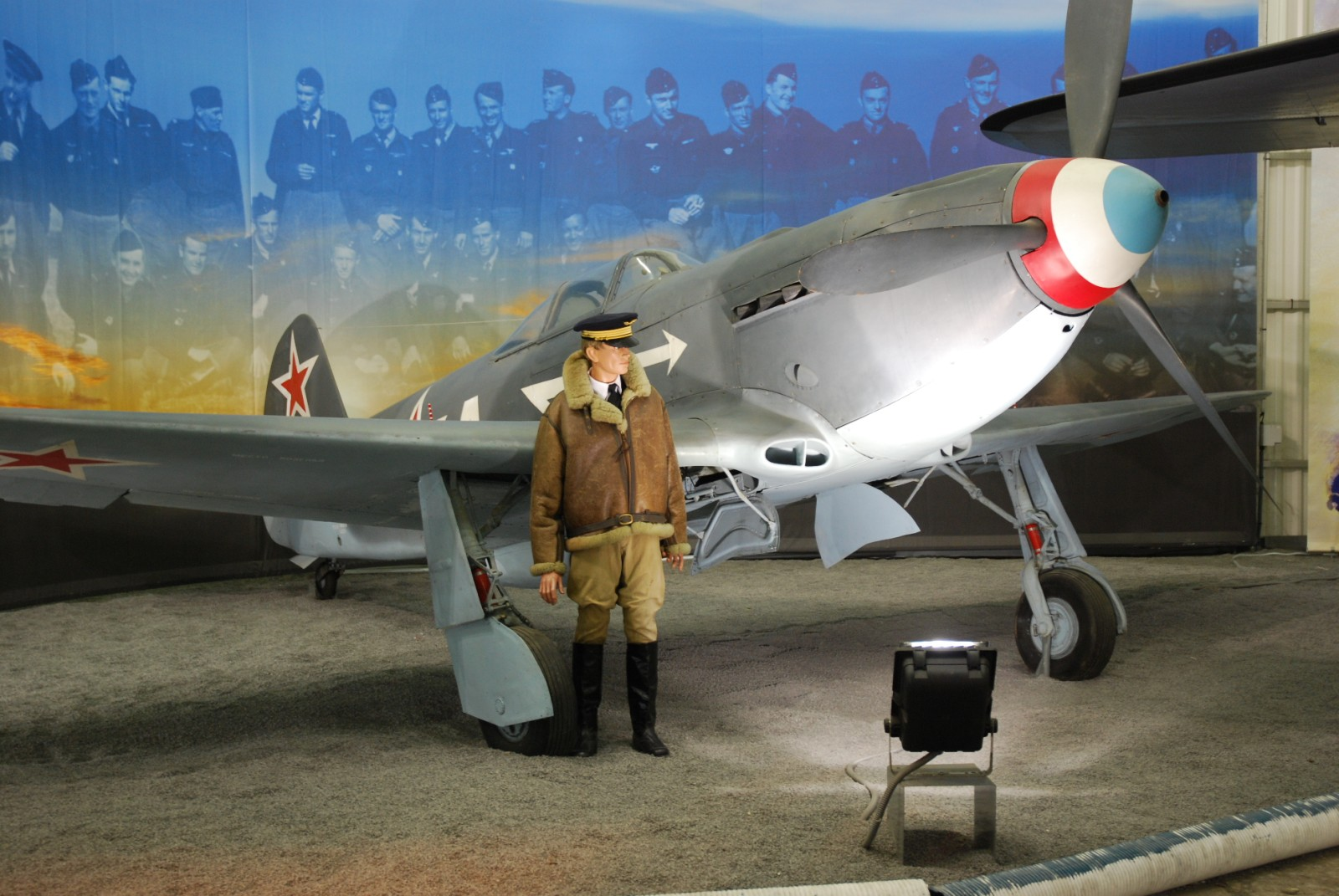
フランスのル・ブルジェ航空宇宙博物館に展示されているノルマンディ・ニーメン部隊のヤコヴレフ Yak-3

- ヤコヴレフ UT-21942年12月1日から18日までの期間の訓練に使用された基本練習機。

- ポリカールポフ Po-2当初Po-2は訓練に使用された（1942年12月1日から18日まで）が、後に連絡任務に使用。

- ヤコヴレフ Yak-7V1942年12月から1943年1月25日の期間に実戦訓練に使用された高等練習機。これらの機体はフランス軍部隊の所属ではなかった。

- ヤコヴレフ Yak-1b1943年1月19日から3月22日まで高等訓練及び空戦訓練に使用され、その後は戦闘機として使用された戦闘機。「ノルマンディ・ニーメン」は当初6機を受領し、1943年3月に次の8機が、最後の4機が4月末に送られた。6月からは新人パイロットの訓練に使用され、「ノルマンディ・ニーメン」にはその年の末まで配備されていた。

- ヤコヴレフ Yak-9D1944年6月から7月末までトゥーラでの訓練に使用された戦闘機。受領した同時期の戦術地上攻撃機型であるYak-9T数機と共に2機のYak-9Dが9月10日時点でも在籍していた。

- ヤコヴレフ Yak-31944年7月末から1945年5月まで使用された「ノルマンディ・ニーメン」の主力戦闘機。37機のYak-3がフランス空軍に引き渡され、1945年6月から1947年4月まで使用された。

- ヤコヴレフ Yak-6「ノルマンディ・ニーメン」の輸送機。

## 戦闘名誉章

### 第二次世界大戦 (1939–45)
- オリョール 1943年
- スモレンスク 1943年
- ヴォルシャ 1944年
- ベレジナ 1944年
- ネマン 1944年
- チェルニャホフスク 1945年
- ケーニヒスベルクの戦い 1945年
- バルチースク 1945年

### インドネシア戦争 (1946–1954)
- 極東 1949–1951年

## ニュース映像
- Arrival of the Normandie-Niemen Regiment at Stuttgart, RETOUR DE L'ESCADRILLE NORMANDIE-NIEMEN Les Actualités Françaises – 29 June 1945), French national audiovisual institute INA.